# Doyen de Windsor

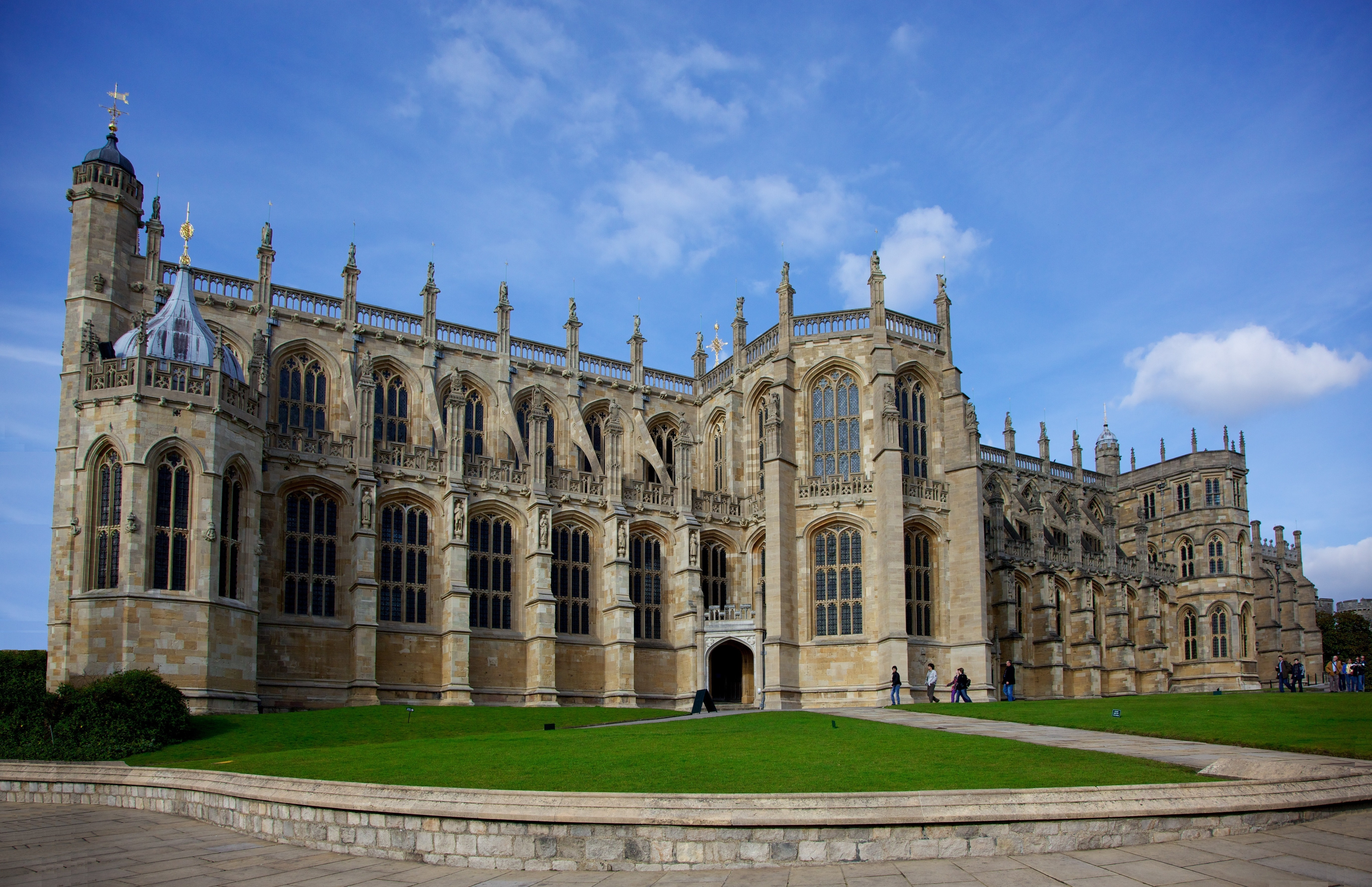
Chapelle Saint-Georges à Windsor

Le doyen de Windsor (Dean of Windsor en anglais) est le chef spirituel des chanoines de la chapelle Saint-Georges au château de Windsor, en Angleterre. Le doyen préside les réunions du chapitre de chanoines en tant que primus inter pares. Le poste de doyen de Wolverhampton a été intégré au doyenné de Windsor, vers 1480.

## Liste des doyens
| - 1348 : William Mugge - 1380 : Walter Almaly - 1403 : Thomas Butiller - 1412 : Richard Kingston (en) - 1417 : John Arundel - 1452 : Thomas Manning - 1462 : John Faux - 1470 : William Morland - 1473 : William Dudley - 1476 : Peter Courtenay - 1478 : Richard Beauchamp - 1481 : Thomas Danett - 1483 : William Bealey - 1484 : John Morgan - 1495 : Christopher Urswick (aussi Archidiacre de Wilts, Archidiacre de Richmond jusqu'en 1500, Archidiacre de Norfolk à partir de 1500, Recteur de Hackney de 1502 et Archidiacre d'Oxford de 1504) - 1505 : Christopher Bainbridge - 1507 : Thomas Hobbs - 1510 : Nicholas West | - 1515 : John Vesey - 1519 : John Clerk - 1523 : Richard Sampson - 1536 : William Franklyn (en) - 1553 : Owen Oglethorpe - 1556 : Hugh Weston - 1557 : John Boxall - 1559 : George Carew - 1572 : William Day - 1595 : Robert Bennet - 1602 : Giles Thomson - 1612 : Anthony Maxey - 1618 : Marco Antonio de Dominis - 1622 : Henry Beaumont - 1628 : Matthew Wren - 1635 : Christopher Wren - 1658 : Edward Hyde - 1660 : Bruno Ryves - 1677 : John Durell - 1683 : Francis Turner - 1684 : Gregory Hascard - 1708 : Thomas Manningham - 1709 : John Robinson | - 1713 : George Verney (en) - 1729 : Penyston Booth - 1765 : Frédéric Keppel - 1778 : John Harley - 1788 : John Douglas - 1791 : James Cornwallis - 1794 : Charles Manners-Sutton - 1805-1816 Edward Legge - 1816-1846 Henry Hobart - 1846-1854 George Neville-Grenville - 1854-1882 Gerald Wellesley - 1882-1884 George Connor - 1884-1891 Randall Davidson - 1891-1917 Philip Eliot - 1917–1944 Albert Baillie - 1944–1962 Eric Hamilton - 1962–1971 Robin Woods - 1971–1976 Launcelot Fleming - 1976–1989 Michael Mann - 1989–1997 Patrick Mitchell - 1998–2023 David Conner - depuis 2023 : Christopher Cocksworth |

## Sources
- Fasti Wyndesorienses: The deans and canons of Windsor. Historical monographs relating to St. George's Chapel, Windsor Castle Volume 8. Sidney Leslie Ollard (1950)
- British History Online – A History of the County of Berkshire: Volume 2 – Deans of Windsor